# Oostdorpbuurt
Oostdorpbuurt is een niet meer bestaande buurtschap in de gemeente Winterswijk, gelegen in de Achterhoek, een streek in de Nederlandse provincie Gelderland. Het bestond uit bos, heide, landbouwgebied en verspreide huizen. Door de uitbreiding van Winterswijk werden steeds grotere delen van Dorpbuurt onderdeel van het dorp Winterswijk.
Naast Oostdorpbuurt bestond er ook nog een Westdorpbuurt. De beide Dorpbuurten bestreken het deel buiten de bebouwde kom van Winterswijk. Het nog resterende deel van Oostdorpbuurt wordt thans het Vosseveld genoemd, hoewel dat niet een officiële buurtschap is. Er staan wel borden met die naam en men houdt ook zijn eigen volksfeest. Dorpbuurt werd aangegeven met de letter L. De L-nummers zijn per 1 oktober 1953 vervangen door straatnamen.
Het voormalige Elisabeth Ziekenhuis lag bij de oprichting nog in Dorpbuurt.

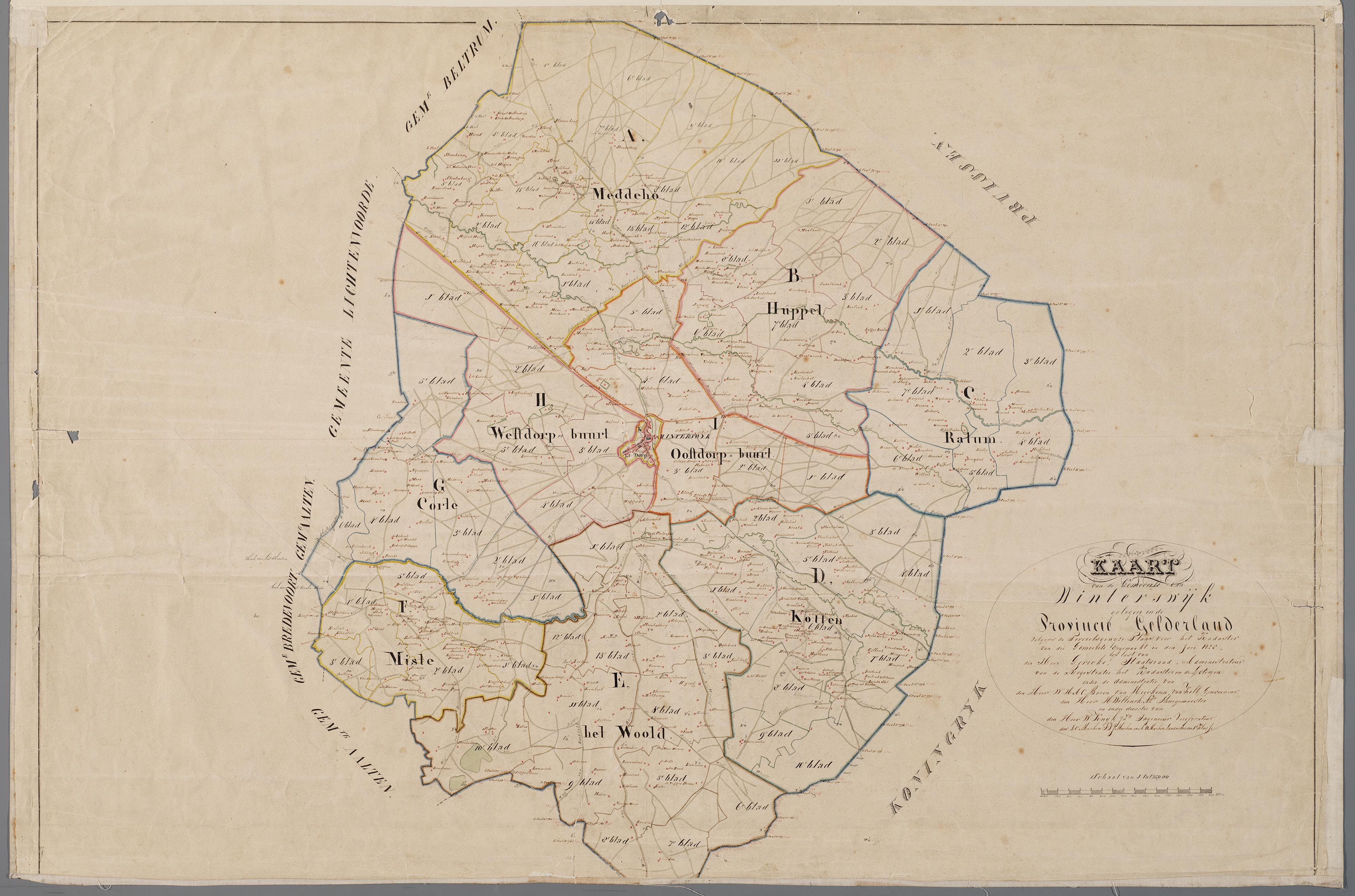
Kadastrale kaart Winterswijk 1828

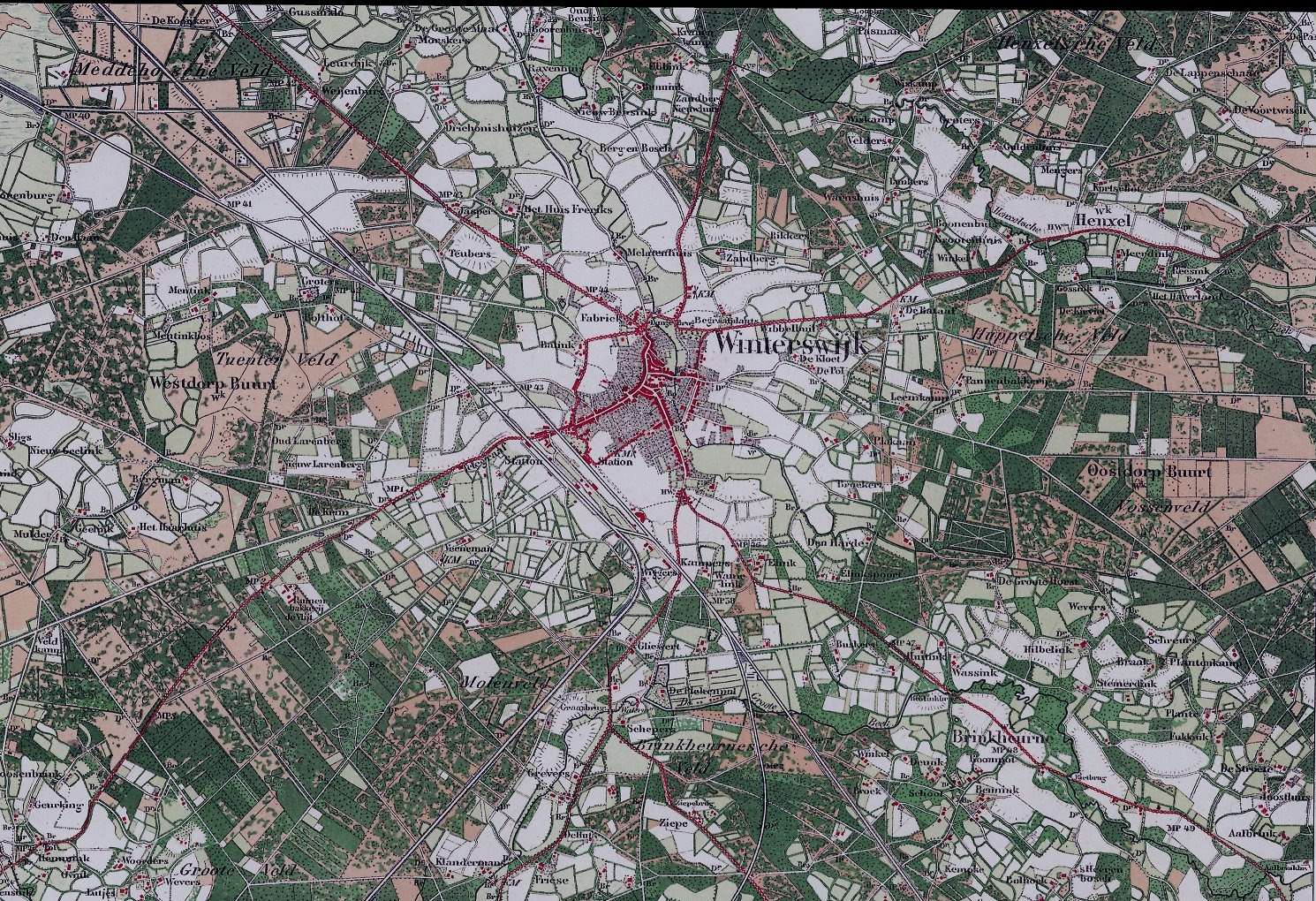
Topografische kaart Winterswijk 1911

Hoofdplaats: Winterswijk      Dorp: Meddo

Buurtschappen: Brinkheurne · Corle · Henxel · Huppel · Kotten · Miste · Ratum · Woold

Voormalige buurtschappen: Oostdorp Buurt · Westdorp Buurt

Niet-officiële buurtschap: Vosseveld

Gelderland: Steden en dorpen in Gelderland      Nederland: Provincies · Gemeenten